# نشان ملی رومانی
نشان ملی جمهوری رومانی جایگزین نشان رسمی جمهوری سوسیالیستی رومانی گردید و تا حد زیادی تاثیر گرفته از نشان رسمی پادشاهی رومانی می‌باشد.

## نگارخانه

نشان رسمی جمهوری خلق رومانی
نشان رسمی پادشاهی رومانی